# 1459 Magnya
1459 Magnya este un asteroid din centura principală, descoperit pe 4 noiembrie 1937, de Grigori Neuimin.